# Nazionale femminile di pallacanestro della Russia
La nazionale di pallacanestro femminile della Russia, selezione delle migliori giocatrici di pallacanestro di nazionalità russa, è la squadra che rappresenta la Russia nelle competizioni internazionali femminili di basket, ed è gestita dalla Federazione cestistica della Russia.

## Storia
Nel periodo compreso fra il 1946 e il 1991, la nazionale russa ha fatto parte della ex "Armata Rossa", mentre nel 1992, dopo il dissolvimento dell'URSS, ha fatto parte, insieme ad altre nazionali delle Repubbliche ex-sovietiche, alla Nazionale Unificata (o Nazionale della CSI), sotto le cui insegne ha partecipato alla Olimpiade di Barcellona.

Formatosi nel 1993 dopo l'esperienza olimpica, il team russo ha sempre appartenuto, sin dalla sua affiliazione, alla sezione di FIBA Europe, rappresentando uno Stato con un territorio diviso fra i continenti di Europa ed Asia, ma che per usi e tradizioni è più europeo che asiatico.
La selezione russa, considerata assieme a quella della Lituania erede della vecchia nazionale sovietica, è considerata una vera e propria potenza a livello mondiale, forte di ben 5 medaglie consecutive dal 1998, divise fra Olimpiadi e Campionati Mondiali. A ciò si aggiungono, all'Eurobasket, ben 8 medaglie (di cui 3 d'oro) su 9 edizioni, delle quali 7 vinte consecutivamente. Mentre le verdi lituane, nonostante il blasone che le accompagna, non hanno mai avuto una continuità di alto livello tipica dei colleghi maschi.

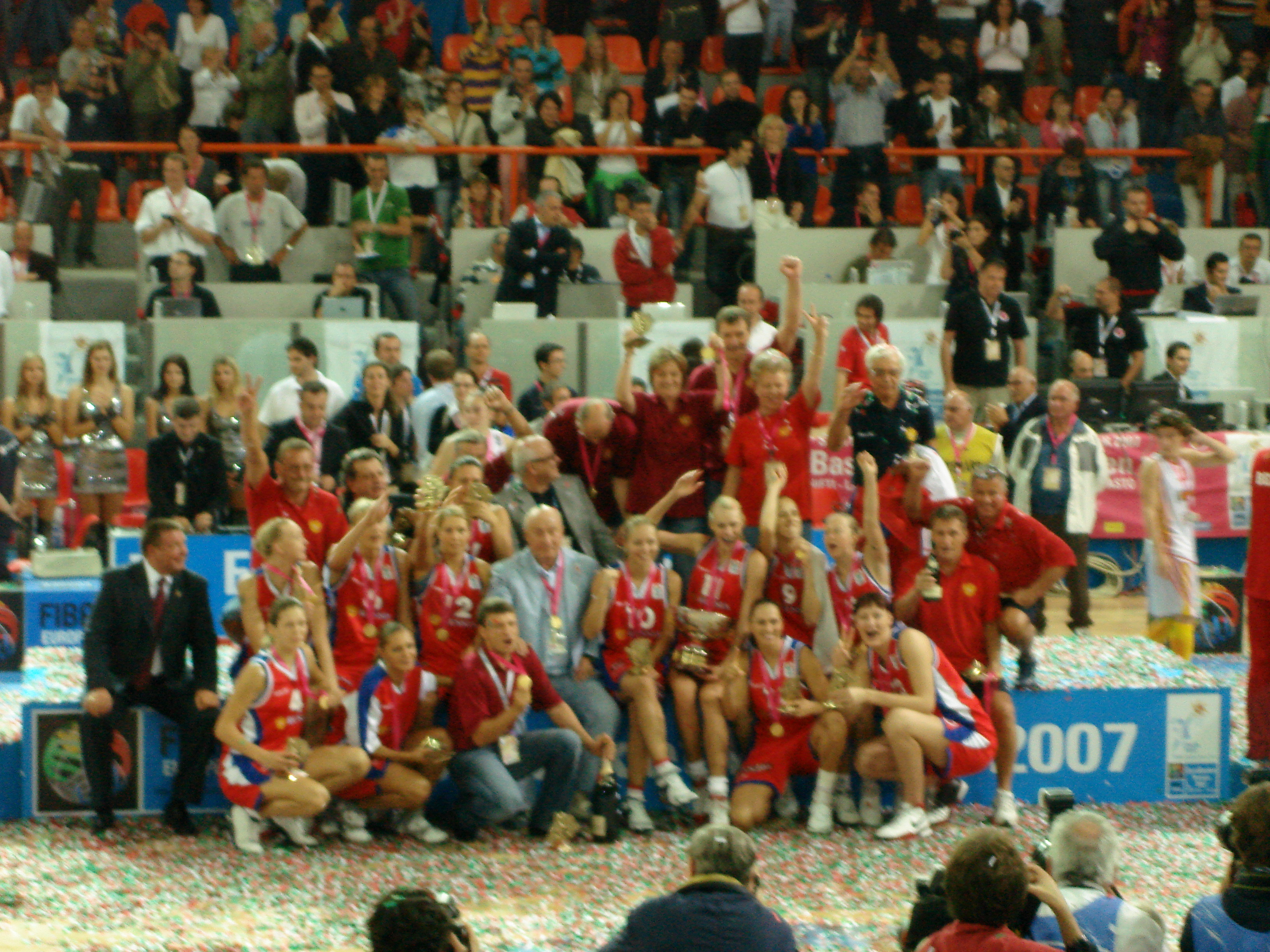
La Russia Campione d'Europa 2007

A seguito dell'invasione russa dell'Ucraina del 2022, la FIBA ha bannato atleti e arbitri da tutte le competizioni sotto la propria egida.

## Piazzamenti

### Olimpiadi
- 1996 - 5°
- 2000 - 6°
- 2004 -  3°
- 2008 -  3°
- 2012 -  3°

### Campionati del mondo
- 1998 -  2°
- 2002 -  2°
- 2006 -  2°
- 2010 - 7°

### Campionati europei
- 1993 - 7°
- 1995 -  3°
- 1997 - 6°
- 1999 -  3°
- 2001 -  2°

- 2003 -  1°
- 2005 -  2°
- 2007 -  1°
- 2009 -  2°
- 2011 -  1°

- 2013 - 13°
- 2015 - 6°
- 2017 - 9°
- 2019 - 8°
- 2021 - 6°

## Formazioni

### Olimpiadi
Pallacanestro ai Giochi della XXVI Olimpiade - Torneo femminile4 Nikonova, 5 Konovalova, 6 Kušč, 7 Stepanova, 8 Baranova, 9 Svinuchova, 10 Kuznecova, 11 Zakaljužnaja, 12 Sumnikova, 13 Šakirova, 14 Pšikova, 15 Zabolueva,        All. Evgenij Gomel'skij
Pallacanestro ai Giochi della XXVII Olimpiade - Torneo femminile4 Nikonova, 5 Pšikova, 6 Kušč, 7 Artešina, 8 Abrosimova, 9 Skopa, 10 Chudašova, 11 Stepanova, 12 Sumnikova, 13 Šakirova, 14 Zasul'skaja, 15 Archipova,        All. Evgenij Gomel'skij
Pallacanestro ai Giochi della XXVIII Olimpiade - Torneo femminile4 Artešina, 5 Rachmatulina, 6 Vodop'janova, 7 Gustilina, 8 Baranova, 9 Šč'egoleva, 10 Korstin, 11 Stepanova, 12 Kalmykova, 13 Karpova, 14 Osipova, 15 Archipova,        All. Vadim Kapranov
Pallacanestro ai Giochi della XXIX Olimpiade - Torneo femminile4 Kuzina, 5 Rachmatulina, 6 Vodop'janova, 7 Hammon, 8 Karpunina, 9 Šč'egoleva, 10 Korstin, 11 Stepanova, 12 Lisina, 13 Sokolovskaja, 14 Abrosimova, 15 Osipova,        All. Igor' Grudin
Pallacanestro ai Giochi della XXX Olimpiade - Torneo femminile4 Artešina, 5 Beljakova, 6 Vodop'janova, 7 Kuzina, 8 Daniločkina, 9 Hammon, 10 Korstin, 11 Vieru, 12 Osipova, 13 Petrakova, 14 Žedik, 15 Grišaeva,        All. Boris Sokolovskij

### Mondiali
Campionato mondiale femminile di pallacanestro 19984 Pšikova, 5 Nikonova, 6 Kušč, 7 Marilova, 8 Baranova, 9 Minaeva, 10 Chudašova, 11 Stepanova, 12 Abrosimova, 13 Skopa, 14 Zasul'skaja, 15 Zabolueva,        All. Evgenij Gomel'skij
Campionato mondiale femminile di pallacanestro 20024 Šnjukova, 5 Rachmatulina, 6 Artešina, 7 Archipova, 8 Baranova, 9 Skopa, 10 Korstin, 11 Osipova, 12 Kalmykova, 13 Zakaljužnaja, 14 Šč'egoleva, 15 Gustilina,        All. Vadim Kapranov
Campionato mondiale femminile di pallacanestro 20064 Artešina, 5 Rachmatulina, 6 Vodop'janova, 7 Demagina, 8 Abrosimova, 9 Šč'egoleva, 10 Korstin, 11 Stepanova, 12 Karpunina, 13 Karpova, 14 Osipova, 15 Lisina,        All. Igor' Grudin
Campionato mondiale femminile di pallacanestro 20104 Artešina, 5 Žedik, 6 Daniločkina, 7 Kuzina, 8 Hammon, 9 Vieru, 10 Korstin, 11 Stepanova, 12 Osipova, 13 Sokolovskaja, 14 Abrosimova, 15 Vidmer,        All. Boris Sokolovskij

### Europei
Campionato europeo femminile di pallacanestro 19934 Baranova, 5 Kuznecova, 6 Marilova, 7 Kardakova, 8 Burmistrova, 9 Čerkačeva, 10 Pšikova, 11 Michajlova, 12 Šunejkina, 13 Šakirova, 14 Zabolueva, 15 Chodakova,        All. Evgenij Gomel'skij
Campionato europeo femminile di pallacanestro 19954 Nikonova, 5 Latyševa, 6 Kušč, 7 Marilova, 8 Baranova, 9 Svinuchova, 10 Keller, 11 Mozgovaja, 12 Sumnikova, 13 Šakirova, 14 Larina, 15 Burmistrova,        All. Evgenij Gomel'skij
Campionato europeo femminile di pallacanestro 19974 Abrosimova, 5 Gavrilova, 6 Kušč, 7 Marilova, 8 Baranova, 9 Furceva, 10 Archipova, 11 Stepanova, 12 Konovalova, 13 Burmistrova, 14 Pšikova, 15 Zabolueva,        All. Evgenij Gomel'skij
Campionato europeo femminile di pallacanestro 19994 Nikonova, 5 Kalmykova, 6 Kušč, 7 Abrosimova, 8 Baranova, 9 Skopa, 10 Chudašova, 11 Stepanova, 12 Sumnikova, 13 Šakirova, 14 Zasul'skaja, 15 Zabolueva,        All. Evgenij Gomel'skij
Campionato europeo femminile di pallacanestro 20014 Nikonova, 5 Rachmatulina, 6 Artešina, 7 Archipova, 8 Baranova, 9 Skopa, 10 Chudašova, 11 Stepanova, 12 Kalmykova, 13 Karpova, 14 Osipova, 15 Korstin,        All. Vadim Kapranov
Campionato europeo femminile di pallacanestro 20034 Artešina, 5 Rachmatulina, 6 Najmušina, 7 Gustilina, 8 Baranova, 9 Skopa, 10 Korstin, 11 Stepanova, 12 Kalmykova, 13 Šč'egoleva, 14 Osipova, 15 Archipova,        All. Vadim Kapranov
Campionato europeo femminile di pallacanestro 20054 Artešina, 5 Rachmatulina, 6 Abrosimova, 7 Najmušina, 8 Karpunina, 9 Šč'egoleva, 10 Korstin, 11 Stepanova, 12 Sokolovskaja, 13 Šakirova, 14 Kuzina, 15 Karpova,        All. Igor' Grudin
Campionato europeo femminile di pallacanestro 20074 Artešina, 5 Rachmatulina, 6 Vodop'janova, 7 Demagina, 8 Karpunina, 9 Šč'egoleva, 10 Korstin, 11 Stepanova, 12 Sokolovskaja, 13 Lisina, 14 Abrosimova, 15 Osipova,        All. Igor' Grudin
Campionato europeo femminile di pallacanestro 20094 Artešina, 5 Hammon, 6 Kuzina, 7 Volkova, 8 Karpunina, 9 Šč'egoleva, 10 Korstin, 11 Stepanova, 12 Lisina, 13 Popova, 14 Abrosimova, 15 Osipova,        All. Valerij Tichonenko
Campionato europeo femminile di pallacanestro 20114 Artešina, 5 Beljakova, 6 Popova, 7 Kuzina, 8 Daniločkina, 9 Mjasoedova, 10 Korstin, 11 Stepanova, 12 Osipova, 13 Sapova, 14 Abrosimova, 15 Vidmer,        All. Boris Sokolovskij
Campionato europeo femminile di pallacanestro 20134 Musina, 5 Beljakova, 6 Vodop'janova, 7 Kuzina, 8 Prince, 9 Sapova, 10 Korstin, 11 Vieru, 12 Osipova, 13 Petrakova, 14 Žedik, 15 Grišaeva,        All. Alfredas Vainauskas
Campionato europeo femminile di pallacanestro 20154 Namok, 5 Beljakova, 6 Logunova, 7 Kuzina, 8 Kirillova, 9 Beglova, 10 Prince, 11 Vieru, 12 Osipova, 13 Sapova, 14 Tichonenko, 15 Vadeeva,        All. Anatolij Myškin
Campionato europeo femminile di pallacanestro 20173 Žedik, 4 Musina, 5 Beljakova, 7 Vadeeva, 9 Levčenko, 10 Prince, 13 Kirillova, 15 Vieru, 16 Tichonenko, 17 Beglova, 25 Čerepanova, 32 Majga,        All. Aleksandr Vasin
Campionato europeo femminile di pallacanestro 20194 Musina, 5 Beljakova, 7 Vadeeva, 8 Fedorenkova, 10 Šilova, 11 Logunova, 15 Vieru, 17 Beglova, 18 Leškovceva, 23 Gladkova, 32 Majga, 99 Levčenko,        All. Olaf Lange
Campionato europeo femminile di pallacanestro 20211 Kuril'čuk, 4 Musina, 5 Rjavkina, 6 Ogun, 7 Vadeeva, 8 Fedorenkova, 10 Šilova, 22 Komarova, 55 Glonti, 63 Štan'ko, 97 Šabanova, 99 Levčenko,        All. Aleksandr Kovalëv

## Nazionali giovanili
- Selezioni giovanili della nazionale di pallacanestro femminile della Russia